# ジュリアーノ・アントネッロ・ロベルト
ジュカ (Juca) こと、ジュリアーノ・アントネッロ・ロベルト（Juliano Roberto Antonello、1979年11月19日 - ）は、ブラジル・リオグランデ・ド・スル州パソ・フンド出身の元サッカー選手、サッカー指導者。ポジションはミッドフィールダー。
フリーキックの名手である。

## 経歴
2007年6月15日、2年契約でセルビア・スーペルリーガのパルチザン・ベオグラードに移籍した。9月26日、セルビア・カップのホームでのFKラド・ベオグラード戦で初得点を決めた。2007-08シーズンは25試合で5得点し、3シーズンぶりのリーグ優勝を果たすとともに自身も成功をおさめた。2008-09シーズンはリーグ戦は18試合出場にとどまったが、欧州カップ戦は8試合に出場した。UEFAチャンピオンズリーグ予選2回戦のインテル・バクーPFC戦セカンドレグでは、61分に先制点を奪った。予選3回戦でフェネルバフチェSKに敗れたことで回ったUEFAカップグループリーグは、消化試合のセビージャFC戦を除く3戦に先発出場したが、最下位での敗退に終わった。

### デポルティーボ・ラ・コルーニャ時代
2009年5月、フリートランスファーでリーガ・エスパニョーラのデポルティーボ・ラ・コルーニャに移籍した。8月29日のレアル・マドリードとの開幕戦に先発出場してデビューすると、その試合から5試合連続で先発出場した。9月23日のヘレスCD戦で直接FKを決めて初得点を記録すると、9月27日のビジャレアルCF戦では似たような場所から2試合連続で直接FKによる得点を決めた。しかしこの試合で負傷し、2ヶ月間戦列を離れた。12月6日のFCバルセロナ戦で復帰したが、その後再度招集メンバーから外れ、前半戦は数試合の出場にとどまった。1月17日のRCDマヨルカ戦で先発メンバー入りし、次のアスレティック・ビルバオ戦でシーズン3得点目を決めた。

## 個人成績
期間通算記録には欧州カップ戦の記録も含む
| 国内大会個人成績 | 国内大会個人成績 | 国内大会個人成績 | 国内大会個人成績 | 国内大会個人成績 | 国内大会個人成績 | 国内大会個人成績 | 国内大会個人成績 | 国内大会個人成績 | 国内大会個人成績 | 国内大会個人成績 | 国内大会個人成績 |
| 年度             | クラブ           | 背番号           | リーグ           | リーグ戦         | リーグ戦         | リーグ杯         | リーグ杯         | オープン杯       | オープン杯       | 期間通算         | 期間通算         |
| 年度             | クラブ           | 背番号           | リーグ           | 出場             | 得点             | 出場             | 得点             | 出場             | 得点             | 出場             | 得点             |
| セルビア         | セルビア         | セルビア         | セルビア         | リーグ戦         | リーグ戦         | リーグ杯         | リーグ杯         | オープン杯       | オープン杯       | 期間通算         | 期間通算         |
| ---------------- | ---------------- | ---------------- | ---------------- | ---------------- | ---------------- | ---------------- | ---------------- | ---------------- | ---------------- | ---------------- | ---------------- |
| 2007-08          | パルチザン       | -                | スーペルリーガ   | 25               | 5                | -                | -                | 4                | 2                | 31               | 7                |
| 2008-09          | パルチザン       | -                | スーペルリーガ   | 18               | 2                | -                | -                | 2                | 0                | 28               | 3                |
| スペイン         | スペイン         | スペイン         | スペイン         | リーグ戦         | リーグ戦         | 国王杯           | 国王杯           | オープン杯       | オープン杯       | 期間通算         | 期間通算         |
| 2009-10          | デポルティーボ   | -                | プリメーラ       | 16               | 3                | -                | -                | 3                | 0                | 19               | 3                |
| 通算             | セルビア         | セルビア         | スーペルリーガ   | 43               | 7                | -                | -                | 6                | 2                | 59               | 10               |
| 通算             | スペイン         | スペイン         | プリメーラ       | 16               | 3                | -                | -                | 3                | 0                | 19               | 3                |

2009-10シーズン終了時点

## タイトル
クリシューマ
- カンピオナート・ブラジレイロ・セリエB : 2002

パルチザン・ベオグラード
- セルビア・スーペルリーガ : 2007-08, 2008-09
- セルビア・カップ : 2007-08, 2008-09

セアラー
- カンピオナート・セアレンセ : 2012